# باربرا ويلسون
باربرا ويلسون (بالإنجليزية: Barbara Wilson)‏ هي عداءة سريعة وعالمة نفس أمريكية وأسترالية، ولدت في 5 مايو 1952.

## وصلات خارجية
- باربرا ويلسون على موقع النتائج التاريخية لألعاب القوى الأسترالية (الإنجليزية)
- باربرا ويلسون على موقع أوليمبيديا (الإنجليزية)
- باربرا ويلسون على موقع اللجنة الأولمبية الأسترالية (الإنجليزية)